# Kaolinonychus
Kaolinonychus is een geslacht van hooiwagens uit de familie Paranonychidae.
De wetenschappelijke naam Kaolinonychus is voor het eerst geldig gepubliceerd door Suzuki in 1975.

## Soorten
Kaolinonychus is monotypisch en omvat slechts de volgende soort:
- Kaolinonychus coreanus